# Limonia subaequalis
Limonia subaequalis là một loài ruồi trong họ Limoniidae. Chúng phân bố ở miền Cổ bắc.